# بولشایا راسوخا
بولشایا راسوخا (انگلیسی: Bolshaya Rassokha) یک رودخانه در سرزمین پرم کشور روسیه است.